# The Necrotic Manifesto
The Necrotic Manifesto är det belgiska brutal death metal-bandet Aborteds åttonde studioalbum, utgivet i april 2014 på Century Media Records. Albumet gavs även ut i begränsad boxutgåva. Singeln "Scriptures of the Dead" släpptes i mars samma år.
Gitarristerna Eran Segal och Michael Wilson hade vid det här laget lämnat bandet. De ersattes av Danny Tunker och Mendel bij de Leij.
Två musikvideor spelades in: "The Extirpation Agenda" och "Cenobites".

## Låtlista
1. "Six Feet of Foreplay" (instrumental) – 1:12
2. "The Extirpation Agenda" – 3:11
3. "Necrotic Manifesto" – 2:45
4. "An Enumeration of Cadavers" – 3:31
5. "Your Entitlement Means Nothing" – 1:44
6. "The Davidian Deceit" – 3:32
7. "Coffin upon Coffin" – 3:25
8. "Chronicles of Detruncation" – 3:07
9. "Sade & Libertine Lunacy" – 3:40
10. "Die Verzweiflung" – 2:28
11. "Excremental Veracity" – 2:38
12. "Purity of Perversion" – 2:44
13. "Of Dead Skin and Decay" – 3:08
14. "Cenobites" – 5:28

Bonusspår på den begränsade boxutgåvan
1. "Saprophytes" – 3:27
2. "Concubine" (Converge-cover) – 1:29
3. "Funeral Inception" (Suffocation-cover) – 3:59

## Medverkande
Musiker
- Sven de Caluwé – sång
- Danny Tunker – gitarr
- Mendel bij de Leij – gitarr
- J.B. van der Wal – basgitarr
- Ken Bedene – trummor

Bidragande musiker
- Jose Luis Rey Sanchez – sång
- Vincent Bennett – sång
- Robert Slump – samples
- Alex Karlinsky – samples

Produktion
- Jacob Hansen – producent, inspelningstekniker, mixning, mastering
- Jonas Haagensen – inspelningstekniker
- Julien Truchan – låttexter
- Sven Truchan – låttexter
- Colin Marks – design
- Pär Olofsson – omslagskonst
- Sven de Caluwé – layout
- Tim Tronckoe – foto